# Sceliphron laetum
Sceliphron laetum là một loài côn trùng cánh màng trong họ Sphecidae, thuộc chi Sceliphron. Loài này được F. Smith miêu tả khoa học đầu tiên năm 1856.